# Saisie de données
Pour les articles homonymes, voir Saisie.

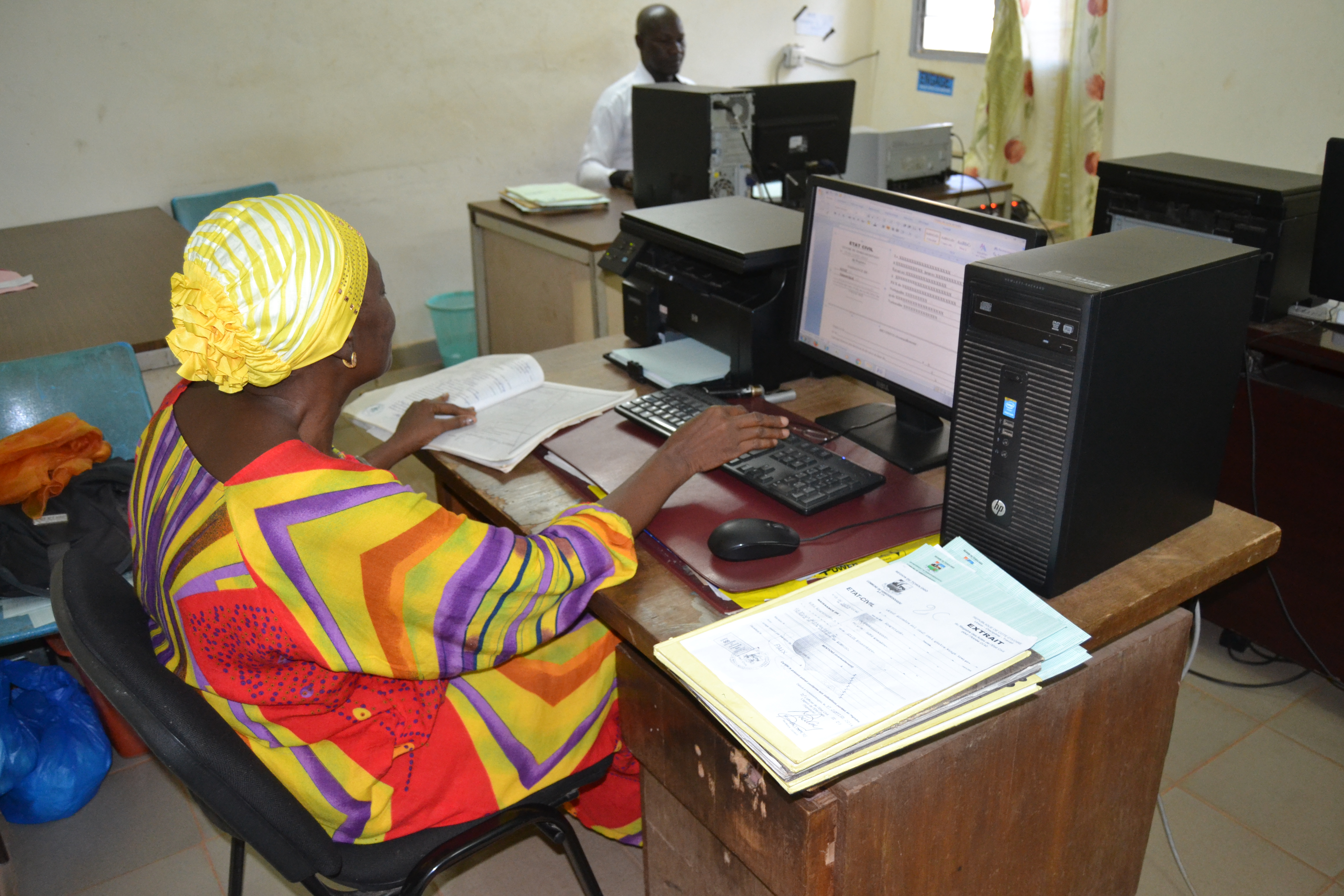
Une opératrice de saisie à Abidjan.

Une saisie de données est une opération consistant à intégrer manuellement (généralement avec des opérateurs ou opératrices de saisie spécialisés) dans la mémoire d'un appareil électronique (généralement une base de données) des données d'une autre origine. Il peut s'agir d'une étape relativement longue lors, par exemple, d'une enquête par questionnaire si celle-ci n'est pas automatisée. Quelques exemples de saisie de données : saisie de questionnaires, saisie de formulaires, saisie d'enquêtes, saisie de coupons réponses, etc.
La saisie de données se fait de plus en plus en offshore par des sociétés spécialisées dans l'externalisation.

## Comment saisir des données
Il existe des solutions logicielles permettant à l’utilisateur de gagner du temps lors de la saisie de données, comme la reconnaissance vocale qui permet de retranscrire la voix humaine directement en texte sur le traitement de texte.
Le travail de l'opératrice de saisie peut également être exercé à son domicile, en tant que télétravail.